# Zale metatoides
Zale metatoides là một loài bướm đêm trong họ Erebidae.